# キム・アンダーセン
キム・アンダーセン（Kim Andersen, 1958年2月10日 - ）は、デンマーク、マリング出身の元自転車競技（ロードレース）選手、自転車競技指導者。

## 経歴
1980年にプロロード選手となり、1981年のブエルタ・ア・エスパーニャで区間1勝、1983年のツール・ド・フランスでは第12ステージを制し、また6日間マイヨ・ジョーヌを堅持。さらにデンマーク一周の前身である、デンマーク・ルント・クリテリウム・ウィークの初代優勝者となった。1984年、フレッシュ・ワロンヌを制覇。そして1985年、ベルナール・イノー、グレッグ・レモン擁するラ・ヴィ・クレールに移籍。同年のツール・ド・フランスでも4日間マイヨ・ジョーヌを堅持した。
しかしその後、度重なるドーピング陽性が発覚。1986年、フレッシュ・ワロンヌ終了後に発覚したことが原因となり、ラ・ヴィ・クレールを追われる羽目になった。翌1987年、ラ・ヴィ・クレールの後身チーム名である東芝に復帰し、ツール・ド・フランス出場を果たしたものの、同年のツール・デュ・リムザン終了後にまたしても陽性が発覚したため、翌1988年は、前半シーズンを棒に振った。同年6月より、後にグレッグ・レモンが加入することになるZに加入したが、ツール・ド・フランスへの出場機会は得られなかった。1992年、アムステルゴールドレース終了後に、アミネプチンの陽性反応が発覚したことから、同年6月15日付でZから契約解除された影響を受け、同年限りで現役を引退した。
1998年よりレースディレクターを歴任。2004年から2010年まで、ビャルヌ・リースがゼネラル・マネジャー(GM)を務めるチームCSC（現 サクソバンク - サンガード）で同職を務めた。
2010年、アルベルト・コンタドールのサクソバンク - サンガードへの移籍決定を受け、フランク、アンディのシュレク兄弟を中心とする新チームを立ち上げるべく、自らがGMに就任して、ルクセンブルク・チーム・プロジェクト（後のチーム・レオパード）を結成。そして、シュレク兄弟以外にも多くの著名選手が同チームへの移籍を果たし、2011年シーズンにおける手腕が期待される。

## 主な戦績
1981年
- ブエルタ・ア・エスパーニャ 区間1勝(第10)

1983年
- デンマーク一周 総合優勝
- トロフェ・デ・グランプール 優勝
- ツール・ド・フランス 区間1勝(第12)

1984年
- フレッシュ・ワロンヌ 優勝
- デンマーク一周 総合優勝

1985年
- ツール・ド・フランス 区間1勝(第3)

1986年
- パリ〜カマンベール 総合優勝

1987年
-  デンマーク選手権 個人ロードレース 優勝
- デンマーク一周 総合優勝
- パリ〜ブールジュ 優勝

1990年
- ツール・ド・スイス 区間1勝(第11)